# Пистолет (туманность)
«Пистолет» — эмиссионная туманность, а именно область H II, в созвездии Стрельца. Окружает звезду Пистолет, одну из наиболее ярких звёзд нашей Галактики. Туманность находится на расстоянии 25 000 световых лет от Земли, недалеко от центра Млечного Пути. Содержит примерно 9,3 солнечной массы ионизированного газа, покинувшего звезду несколько тысяч лет назад. Название туманности дано в 1980-е годы по изображению низкого разрешения, полученному на тот момент.